# Jan Adam Dietz
Jan Adam Dietz (1671? – 24. února 1742 v Jezeří) byl český sochař, který působil v severních Čechách v první polovině 18. století.

## Život

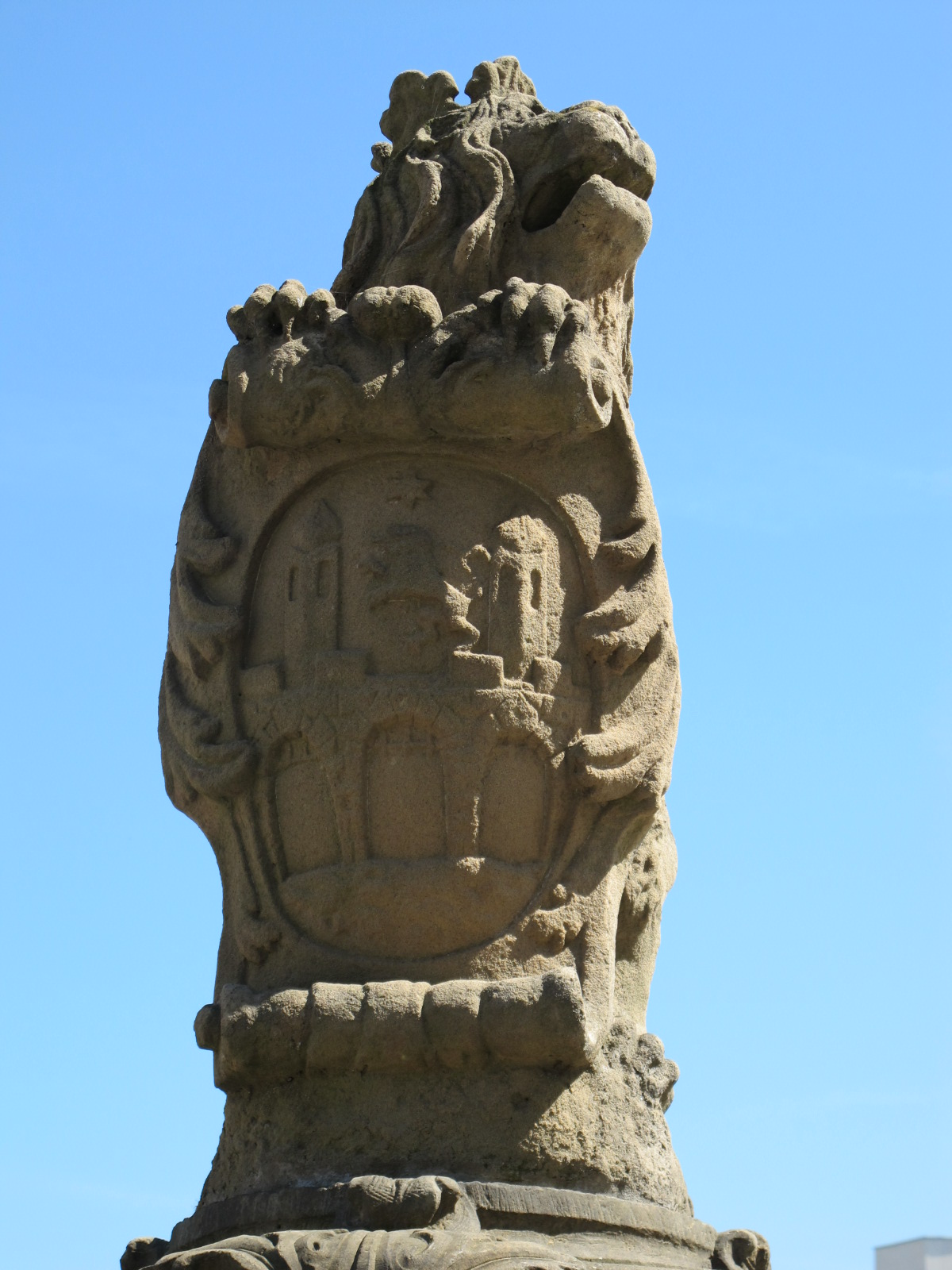
Znak města Mostu s českým lvem na kašně

Jako devítiletý zažil morovou epidemii, která v nedalekém Mostě zabila na 1100 lidí. Práce tohoto sochaře se nacházejí např. v Mostě, kde se podílel např. na sloupu sv. Jana Nepomuckého, sousoší sv. Jana Nepomuckého z dvacátých let 18. století (obě se dnes nacházejí u přesunutého děkanského kostela Nanebevzetí Panny Marie). V roce 1729 vytvořil také plastiku lva na kašně v Mostě. Kašna samotná je dílem Vincence Petrasche z let 1687–1689. Dietzovým dílem je také oltář v mosteckém kostele Nanebevzetí Panny Marie, který vznikal v letech 1730–1773, přičemž z větší části vznikl oltář v letech 1730–1737, o obrazy a sochy byl doplněn právě až roku 1773. Dílem jeho a jeho dílny jsou také sochy apoštolů (svatý Ondřej, Juda Tadeáš, Šimon, Jan, Jakub Větší a Tomáš) v tomto kostele.[zdroj⁠?!] Jan Adam Dietz zemřel 24. února roku 1742 ve věku 71 let.